# サブウーファー

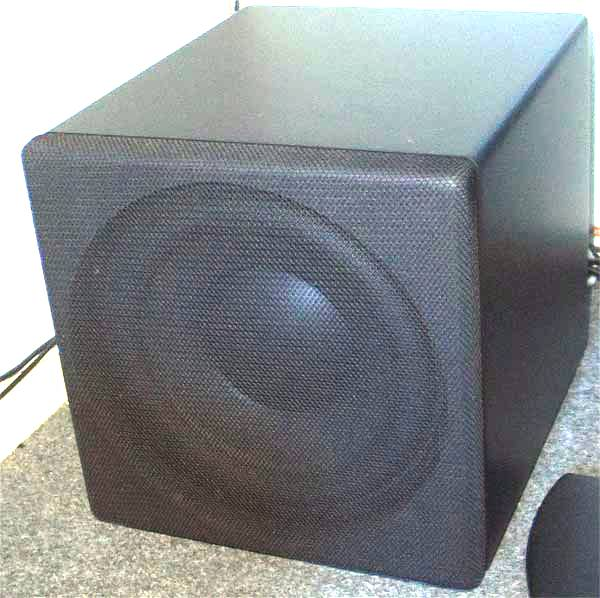
サブウーファー

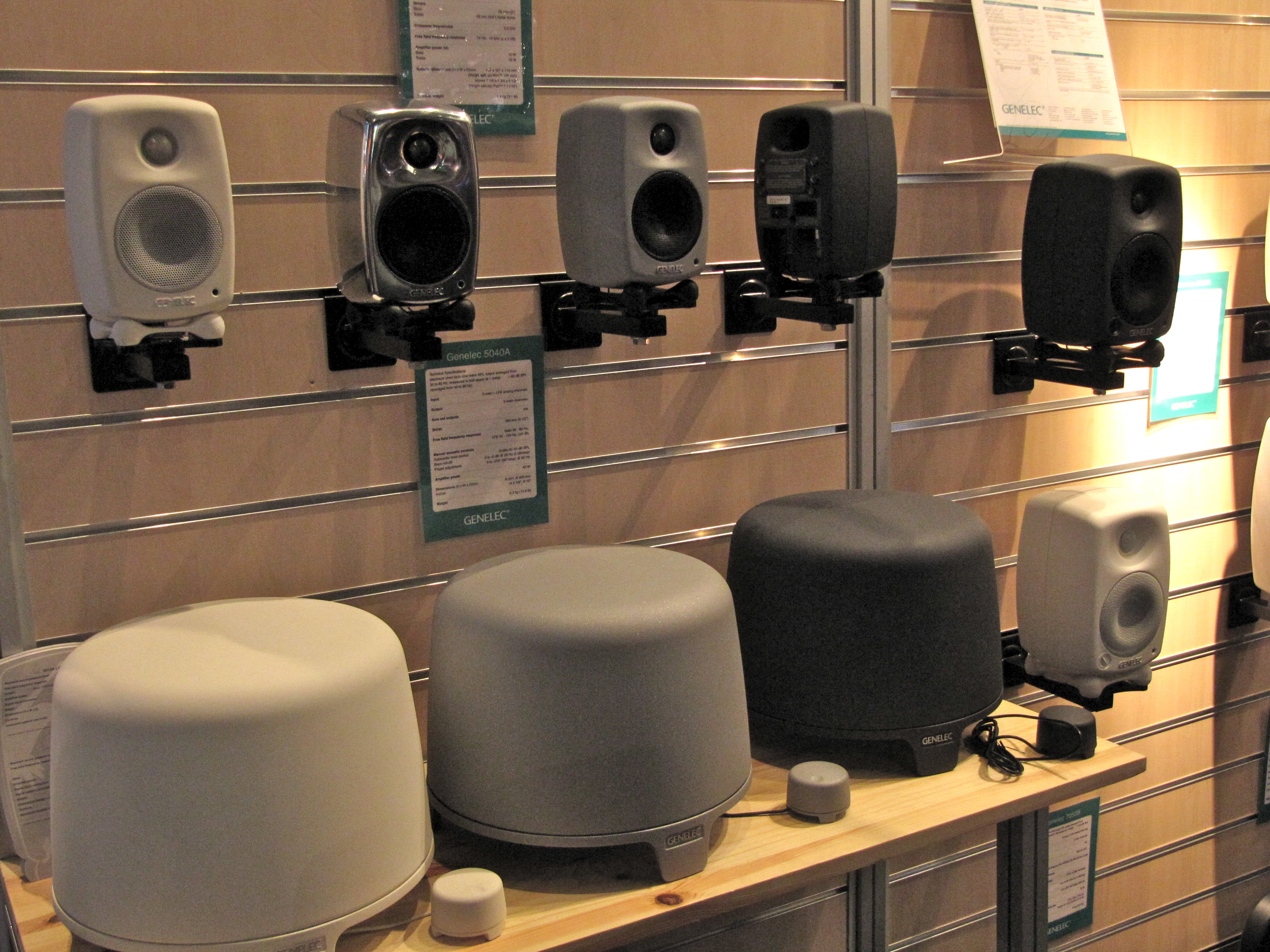
GENELEC 6010A & 5040A Sub Woofer

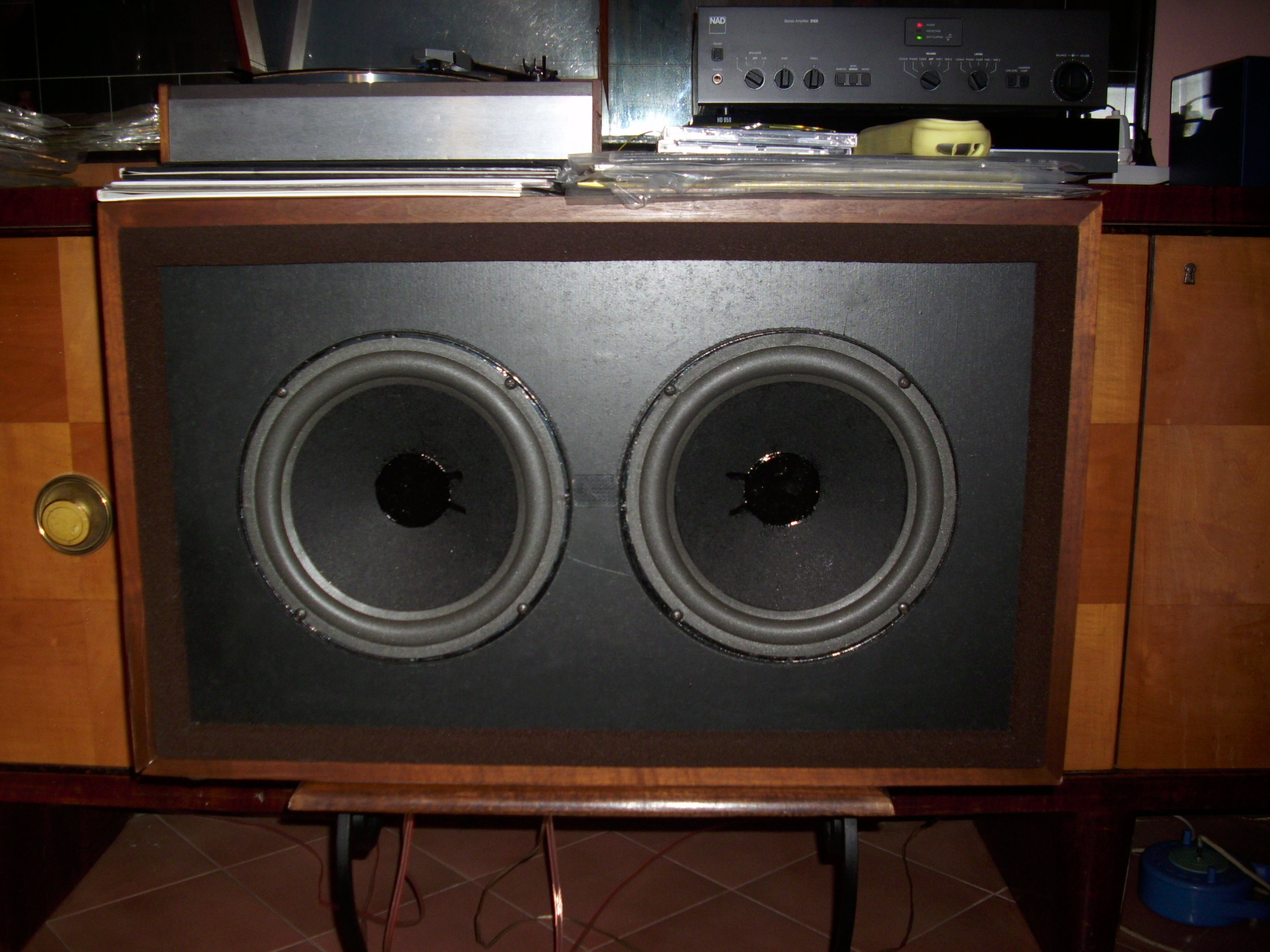
Cizek MG27 Sub Woofer

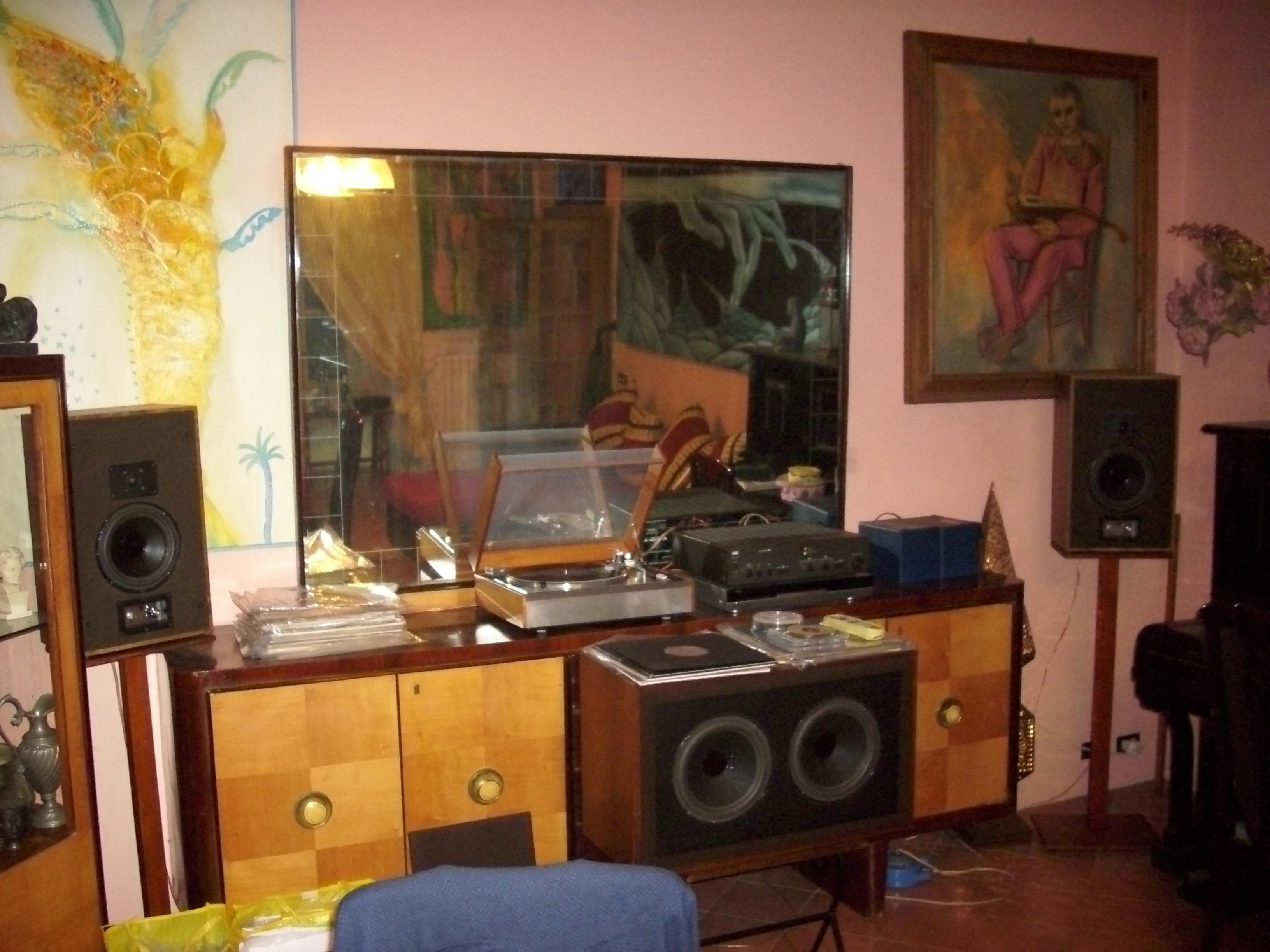
Cizek MG27 Sub Woofer

サブウーファー（英語: Subwoofer）は概ね 100 Hz 以下の超低音域のみを担当して再生するスピーカーである。主たるスピーカーシステムとは別体である場合が多いが、一体となっている場合もある。

## 概要
一般にスピーカーユニットは低音から高音までを万遍なく出せることが求められるが、1つのスピーカーが発することのできる周波数帯域には限りがあるため、実際には高域や低域では次第にそのレベルが下がってしまう。このため、よく使われる周波数帯の音に適したスピーカーでは、高音と低音は出にくくなるのが普通である。そのために再生周波数帯の異なる複数のユニットを組み合わせるマルチウェイスピーカーが作られるが、それでも特に低音域の再生は困難であることが多い。さらに小型スピーカーでは、それ以上に十分な低音の再生は困難であることが多い。
これを補うのがサブウーファーの目的である。メインのスピーカーの低音の量を増強するものと、メインのスピーカーでは再生困難なより低い帯域の低音を付加するものの2通りが存在するが、目的別にサブウーファーが存在するというより、メインのスピーカーとの組み合わせによるものである。なお、ウーファーはウーハーとも表記する。
サブウーファー (Subwoofer) のサブ (sub-) とは、「下」「下位」を表す接頭語であり、メインのスピーカーより低い（下の）帯域の低音を再生することによる。また「…補」の意味もあり、メインのスピーカーに足りない低音を補うという意味である。スーパーウーファーとも呼ぶが、スーパー（super-）は「上」「超える」という意味の接頭語であり、メインのスピーカーより低い帯域の音を再生する装置の名称としては英語の意味的には適当とは言えず、日本でしか用いられない。これはもともとヤマハの商品名であった。
サブウーファーの受け持つ帯域は大凡100Hz以下の低音域であるが、小型スピーカーと組み合わせて使う場合などは、遮断周波数が更に高域寄りになることもある。
なお、一般的に売られている単品のサブウーファーはアンプを内蔵しているアクティブ方式である。
サブウーファーとは逆に、通常のスピーカーでは再生できないような高音域を専ら担当する装置のことは、スーパーツイーターと呼ぶ。

## 特性
サブウーファーは、メインのスピーカーが2台でステレオ再生する場合、あるいは5.1chなどのマルチチャンネル再生でより多数で用いる場合においても、1台で済ませる場合が多い。これにはいくつかの理由がある。
1. サブウーファーが担当するような低音域は、より高い音域と比べ人間の聴覚では音の発生源の方向をとらえることが難しい。そのため、1台でも聴感上の違和感を覚えさせる事が少ない。
2. 低音は相互干渉における音圧変化への影響が大きいため、2台以上用いた場合はセッティングによっては低音を打ち消しあう場合がある。
3. サブウーファーは低音を再生する性質上、物理的に大型のほうが有利である。低域の下限拡張を目的とする場合、半分の容量のサブウーファーを2台用いるよりも大型の1台にまとめたほうが低音再生能力に優れる。
4. 同じく、サブウーファーは大型であるほうが好ましいため、複数台を設置するのは困難であるため、1台で済ませる。

ただし、1の理由については異論があり、聴感上の違和感はあるとの主張により、サブウーファーも2台設置して2ch再生（2chステレオの場合）させている例もある。
なお、かつてのドルビーサラウンド（民生向け）においては低音再生の必要があるのはフロント2chのみであり、現代の5.1chにおいても「0.1ch」分として必須の単発サブウーファーに、他のchのスピーカーで低音が不足する場合には振り替えるのが普通である（#ホームシアターシステムも参照）。

## 構造
普通のスピーカーと同じく、密閉型、バスレフ型（位相反転型）、ホーン型などが存在する。低域の再生に特化した構造であるため、必ずしもユニットからの直接音を重要としないため、直接音を完全に封殺するASW型も存在する。珍しい例としては、BOSEの製品・キャノンが採用した共鳴管方式がある。ただしオーディオマニアの中には、共鳴を利用した低音再生方式は音質が劣るとして、ユニットからの直接音再生にこだわりを持つ者もいる。
サブウーファーを一般のスピーカーシステムに加えるためには、何らかのフィルターをもちいて、各スピーカーごとに役割を分担させる必要がある。
通常チャンネルデバイダー、デバイディングネットワークなどを使用する。サブウーファーは中高音をカット、メインのスピーカーは低音をカットすることになるが、メインのスピーカーの低音カットは音質的に悪影響があるとして敬遠し、サブウーファーの中高音カットのみで対処する場合がある。
いわゆる「高級オーディオ」などと称する世界では、サブウーファーの追加後、システム全体として低域までフラットに伸びた周波数特性を実現するとして、測定用マイクロフォンとアナライザを用い、音圧周波数特性、位相特性、各スピーカーからリスナーまでの到達時間を合わせこんでいく。特にメインスピーカーの低音カットを行わない場合は、メインスピーカーの低音とサブウーファーの低音がかぶり、干渉しあうことで、逆に低音を打ち消してしまうことがあるので、そうならないように、位相合わせやサブウーファーのセッティングが重要になる。
一般の普及価格帯のシステムでは、サブウーファーに組み込まれている専用のパワーアンプおよびローパスフィルターに任せてしまうのが手軽である。なお、いわゆるAVアンプには、専用のサブウーファー出力を持つものが多く、そういったオーディオシステムのサブウーファーには、その組み合わせ専用のものがある。とはいえ、メインスピーカーが比較的大型でサブウーファーと被るような低音まで再生する場合は、干渉の調整はそれなりに重要である。

## 歴史
サブウーファーを音響システムに積極的に導入したのは、1974年に公開された映画『大地震』である。この映画ではMCA/ユニバーサル映画が共同開発したセンサラウンド方式と呼ばれるシステムを用い、地震の地鳴りを再現するためにサーウィンベガ社の専用ウーファーを複数台劇場に設置し、高い音圧で低周波音を再生することで効果音を観客に体感させた。ただし、この方式は劇場への導入コストがかかることと、このような極めて低い音域を生かすプログラムの内容が災害や戦争を扱う物などに限られるために制作本数が少なく、劇場における本格的なサブウーファーの導入はTHX規格制定を待たなければならなかった。
PAなどの設備音響においては、ロックミュージックの商業化により、PAシステムに対して可搬性と低域の再生レンジ拡大の相反する仕様が求められた結果、1980年代にはそれまでの帯域ごとにブロック化されたスピーカーユニットを積み上げる方式から、2～3ウェイのユニットをワンボックスに収納し、必要に応じて低域を増強するためのサブウーファーを別ボックスで組み合わせるスタイルが出現した。これにより、低域の再生限界への対応とPAシステムの可搬化、セットアップの時間短縮が可能になり、今日における標準的なシステムとなっている。
家庭用オーディオシステムへのサブウーファーの導入は、様々な理由から遅れていた。純粋に音楽ソフトを再生する場合には必要性を感じないことや、セットアップの難易度が普及への大きな足かせとなっていた。サブウーファーの担当する音域よりも高い百Hz近辺の音を強調するような機材や音楽がもてはやされたことによって、本来の低域再生への理解がスポイルされたという側面もある。コンサートホールの臨場感をリアルに再生、あるいはオルガンのような特に帯域の広い楽器の音を完璧に再生することにこだわりを持つオーディオマニアによって、僅かながら導入が見られた。あるいは音楽ではなく爆音やSLの音などを好んで再生するサウンドマニアによって導入されていた。
しかしながら、ビデオソフトやレーザーディスクの普及に伴い、映画などの映像ソフトを家庭で再生する機会が増えたため、効果音を再生するためには低音が必須という趨勢になり、徐々に家庭への導入が増えていった。DVDプレイヤーとソフトが1996年（日本市場において）発売されると、それに伴い、ホームシアター向けのセット販売などが増え、セットアップが比較的容易になり、認知度も増えた。それを始めとして、サブウーファーを設置すればメインのスピーカーを小型化できるためにレイアウトの自由度が広がることなどが徐々に理解・歓迎されるようになった。そのため映像ソフトに限らず、純粋な音楽ソフトの再生においても、いわゆる2.1chのピュアオーディオシステムが認知されるようになってきた。

## サブウーファー利用の方向性
サブウーファーの利用法としては、下記のように大別できる。

### 再生帯域による区別
- メインスピーカーの低音の増補

環境によって大音量が出せない場合、また映画ソフトなどの再生効果を狙うために、低音の量を増やす目的で用いられる。そのためメインのスピーカーの低音はカットしないため、セッティングによっては低音が互いに打ち消し合い逆効果になる場合もある。またメインスピーカーとサブウーファーの低音の音質の違いに違和感が生じることがある。
- メインスピーカーでは再生できない帯域の低音を補完

単純化した例を挙げれば、メインスピーカーでは50Hzまでの再生が限界である場合、50Hz以下の低音をサブウーファーで補うといった利用法である。ただし現実には、メインスピーカーにおいて何Hz以上なら完璧に再生できるが、以下は全く再生できないという類のものではなく、レベルが徐々に下がっていくものである。そのためメインのスピーカーの低音をカットせずにサブウーファーを追加する場合は、どこまでが量の補完で、どこからが帯域の補完か、明確に区別できるものではない。メインのスピーカーの低音をカットする場合は、明らかにメインで再生できる帯域以下の低音をサブウーファーが補うとみなすことができる。

### 組み合わせによる区別
- 小型スピーカーの補完

パソコン用の音響システムや携帯音楽プレーヤー用のアクティブスピーカーなどに極端な例がみられる。メインのスピーカーをデスクトップのモニタの横に置けるような超小型のものにし、サブウーファーを机の下に設置するなどのシステム構成がわかりやすい。これが一般的な家庭用ステレオにおける利用法であり、ミニコンポなどでセット販売あるいはオプション設定されているサブウーファーもこの類であるといえる。
ただし、ウーファーサイズ10センチ前後の本当の小型スピーカー等に対しては、かなり高い周波数までサブウーファーが担当するなど、元来からあるサブウーファーの定義から外れているともいえる。また、サブウーファーと組み合わせる事を前提とした（単独で再生することを考慮しない）、ミニスピーカーとサブウーファーのセットも存在する。この場合はサブウーファーとは呼称せず、単にウーファーと呼称する場合もある。こうしたミニスピーカーとサブウーファーのセット製品は、主にパソコン周辺機器メーカーが開発・販売しており、パソコン向けサウンドカードで有名なクリエイティブテクノロジーをはじめ、ロジクール、サンワサプライ、バッファロー、エレコムなどから多種多様な機種が発売されている。
- 本格的大型スピーカーの補完

比較的大型のスピーカーであっても、能率を優先したものについては、最低域の再生能力を犠牲にしたものが存在する（特にバックロードホーン型はそういう性格のスピーカーである）。また一般的には十分な低音再生能力があるとされる大型スピーカーであっても、オーディオマニアにとってはまだまだ能力に不満がある場合もある。そうした目的で使われるサブウーファーはかなりの大型のものとなり、市販されている製品ではマニアの欲求を満たすに至らず、自作、あるいは壁面に巨大なスピーカーユニットを埋め込むような例も見られる。

### ホームシアターシステム
5.1ch、6.1ch、7.1chなどのホームシアターシステム（サラウンドシステム）においては、DVDビデオなどのソフトそのものに、サブウーファーに割り当てられる低音域がそれぞれの「0.1ch」として表されるように独立して（ディスクリート）収録されており、これをLFEチャンネルと呼ぶ。これは、2.0chチャンネル音源の低音域を1.0chモノラルにミックスして再生するというものではなく、もともとの音源が製作者の意図によって決定されているということが、考え方として大きく異なっている。通常の映画などにおいて、この音域は常時利用されているわけではないため、LFEについては「0.1ch」と表現されている。
また、0.1ch以外のチャンネルにも低音は入っており、全てが0.1chに振り分けられている訳ではない。従ってホームシアターシステムにおいて、メインのスピーカーが大型で十分な低音再生能力がある場合においては、それぞれのチャンネルで低音を再生する事になり、サブウーファーに低音を振り替える訳ではない。ただし実際にはホームシアターシステムにおいてはメインには小型のスピーカーを用いる例が多く、低音再生はサブウーファーに振り替える事となる。また、これは一例であるが、メインのスピーカーのうちフロントの左右のスピーカーのみ低音まで再生し、センター・リアスピーカーは低音をサブウーファーに振り替える、といった方法も可能である。

## 低音域の影響
極低音域（20Hz以下）は人間の耳には不可聴の音域ではあるが、人体に影響を与えるという説があり、低周波音と呼ばれ、環境問題などで取り上げられる場合がある。しかしながら、一般のオーディオにおいてはそれほどの影響はないと思われる。それより気をつけたいのは、低音の増強のしすぎによって隣家に音が伝わるなどの、いわゆる騒音問題である。
低音域は遮音が困難であるだけでなく、マンションやアパートなどの集合住宅においては、床や壁、構造物であるコンクリートなどを伝わって隣家へ響くことが珍しくない（地響きのような音が発生する）。隣家においては、すでに述べたように「どこから聞こえてくるかわからない」など不快な状況になることが往々にしてあることは、サブウーファーのユーザーにおいては特に心しておくべきである。